# Mordovia Cup 2010
La Mordovia Cup 2010 è un torneo professionistico di tennis maschile giocato sulla terra rossa, che faceva parte dell'ATP Challenger Tour 2010. Si è giocato a Saransk in Russia dal 26 luglio al 1º agosto 2010.

## Partecipanti

### Teste di serie
| Nazionalità | Giocatore            | Ranking* | Testa di serie |
| ----------- | -------------------- | -------- | -------------- |
| Kazakistan  | Michail Kukuškin     | 95       | 1              |
| Irlanda     | Conor Niland         | 162      | 2              |
| Ucraina     | Ivan Serheev         | 170      | 3              |
| Russia      | Konstantin Kravčuk   | 185      | 4              |
| Russia      | Aleksandr Kudrjavcev | 205      | 5              |
| Russia      | Evgenij Kirillov     | 209      | 6              |
| Spagna      | Íñigo Cervantes      | 215      | 7              |
| Francia     | Laurent Recouderc    | 222      | 8              |

- Ranking al 19 luglio 2010.

### Altri partecipanti
Giocatori che hanno ricevuto una wild card:
- Anton Manegin

Giocatori passati dalle qualificazioni:
- Andrei Gorban (Lucky Loser)
- Murad Inoyatov
- Sergej Krotjuk (Lucky Loser)
- Alexander Lobkov (Lucky Loser)
- Denis Matsukevich
- David Savić
- Artem Smyrnov

## Campioni

### Singolare
Ivan Serheev ha battuto in finale  Marek Semjan con il punteggio di 7–6(2), 6–1

### Doppio
Il'ja Beljaev /  Michail Elgin hanno battuto in finale  Denys Molčanov /  Artem Smyrnov con il punteggio di 3–6, 7–6(6), [11–9]